# كأس الموسم البيلاروسي 1994
بطولة كأس الموسم البيلاروسي 1994 هي النسخة الأولى (غير رسمية) من بطولة كأس السوبر البيلاروسي ، لعب يوم 3 يوليو 1994 في استاد دينامو ، بين فريق دينامو مينسك الفائز بالدوري وكأس بيلاروسيا وفريق بابرويسك وصيف كأس بيلاروسيا. وقد انتهت المباراة بفوز دينامو مينسك بالمباراة بنتيجة 5–3.

## التفاصيل
| دينامو مينسك                                                                 | 5–3 | بابرويسك                         |
| ---------------------------------------------------------------------------- | --- | -------------------------------- |
| تشيرنيافسكي 30' · كاتشورا 49' · خاتسكيفيتش 76' · فلاديمير 84' · كاشانتسو 87' |     | يارومكو 10'، 52' · تاراكانوف 49' |

| الحكام المساعدون: ميكالاي مياتسيلسك فيكتور ماتسيوشو الحكم الرابع: |